# Frederik van Heek
Frederik van Heek (Enschede, 19 december 1907 - Zwolle, 2 januari 1987) was een Nederlands socioloog en hoogleraar sociologie aan de Rijksuniversiteit Leiden.
Na vijf jaar Hoogere Handelsschool en een jaar Hoogere Textielschool studeerde Van Heek economie aan de Universiteit van Amsterdam van 1925 tot 1931. In 1935 promoveerde hij hier in de politische aardrijkskunde en volkenkunde bij H.N. ter Veen op het proefschrift "Westersche techniek en maatschappelijk leven in China".
Van Heek bleef werken aan de Universiteit van Amsterdam en werd hier in 1937 privaatdocent in de economische aardrijkskunde van Nederland en Nederlands-Indië. In 1948 volgde aan de Rijksuniversiteit te Leiden de benoeming tot hoogleraar in de sociologie. In 1972 ging hij hier met emeritaat.

## Werk
Van Heek was een uitgesproken tegenstander van maatschappelijke ongelijkheid. In 1945 publiceerde hij een studie getiteld: Stijging en daling op de maatschappelijke ladder. Een onderzoek naar de verticale sociale mobiliteit. Volgens Van Heek zouden in een moderne en hoog geïndustrialiseerde samenleving niet afkomst of milieu, maar opleiding, kennis en vaardigheden de sociale positie van individuele personen horen te bepalen. Uit zijn onderzoek bleek overigens dat de sociale mobiliteit in Nederland in die tijd nog gering was. In 1972 ontving hij voor zijn werk een eredoctoraat van de Katholieke Hogeschool Tilburg, voorloper van de huidige Tilburg University.

## Privé
Frederik van Heek was een telg uit het geslacht Van Heek. Hij trouwde in 1936 met Johanna Catharina Michiela van Marle (1909-1978) met wie hij zes kinderen kreeg. Dochter Cornelia Jacoba van Heek (1941) trouwde in 1968 met mr. Pim Haak (1934), president van de Hoge Raad der Nederlanden.

## Publicaties
- 1935. Westersche techniek en maatschappelijk leven in China.
- 1936. Chineesche immigranten in Nederland.
- 1945. Stijging en daling op de maatschappelijke ladder : een onderzoek naar de verticale sociale mobiliteit. Leiden : Brill.
- 1954. Het geboorte-niveau der Nederlandse rooms-katholieken : een demografisch-sociologische studie van een geëmancipeerde minderheidsgroep. Leiden : Stenfert Kroese.
- 1958. Sociale stijging en daling in Nederland. Instituut voor Sociaal Onderzoek van het Nederlandse Volk. Leiden : Stenfert Kroese.
- 1968. Het verborgen talent : milieu, schoolkeuze en schoolgeschiktheid. Meppel : Boom.
- 1973. Van hoogkapitalisme naar verzorgingsstaat : een halve eeuw sociale verandering 1920-1970. Meppel : Boom.

- Biografisch Portaal: 42627513
- Digitale Bibliotheek voor de Nederlandse Letteren: heek001
- Gemeinsame Normdatei: 114541172X
- International Standard Name Identifier: 0000 0000 7910 5390
- Library of Congress Control Number: no2005030480
- Nationale Bibliotheek van Tsjechië: kup20030000037042
- Nationale Bibliotheek van Israël: 987007600008505171
- Nederlandse Thesaurus van Auteursnamen: 068987641
- Système universitaire de documentation: 090433408
- Virtual International Authority File: 84502080
- WorldCat: E39PBJrKWMwrbmfXgWKJxg7GpP